# Yerseke
Yerseke es una localidad situada en la provincia de Zelanda (Países Bajos). Tiene una población estimada, en 2022, de 7005 habitantes.
Está situada en la orilla sur del estuario Oosterschelde. Yerseke es conocida por su industria pesquera, especialmente por sus mejillones y ostras.
Fue un municipio independiente hasta 1970, cuando se incorporó a Reimerswaal.